# Charles Stanhope (3e comte Stanhope)
Pour les articles homonymes, voir Stanhope.
Charles Stanhope dit Charles Mahon (3 août 1753 - 15 décembre 1816) est un homme d'État et un scientifique britannique. Il est titré 3e comte Stanhope. Il est le père de la grande voyageuse et femme arabe, Esther Stanhope et le beau-frère de William Pitt le Jeune. Il est parfois confondu avec un de ses contemporains, Charles Stanhope. James Sayers et James Gillray ont largement caricaturé sa silhouette mince et maladroite, reflétant ses opinions politiques et ses relations avec ses enfants.

## Jeunesse
Fils de Philip Stanhope (2e comte Stanhope), il fait ses études à Eton et à l'Université de Genève. À Genève, il se consacre à l’étude des mathématiques sous Georges-Louis Le Sage et a acquis de la Suisse un intense amour de la liberté.

## Carrière politique
En politique, il est démocrate. En tant que Lord Mahon, il se présente sans succès à Westminster en 1774, alors qu’il a juste l’âge pour se présenter; mais de l'élection générale de 1780 jusqu'à son accession à la pairie le 7 mars 1786, il est élu sous le patronage de Lord Shelburne dans l'arrondissement de High Wycombe dans le Buckinghamshire. Au cours des sessions de 1783 et 1784, il soutient William Pitt le Jeune, dont il épouse la sœur, Hester Pitt, le 19 décembre 1774.
Lorsque Pitt s'écarte des principes libéraux de ses débuts, son beau-frère rompt leurs liens politiques et s’oppose aux mesures arbitraires privilégiées par le ministère. Le caractère de Lord Stanhope est généreux et sa conduite cohérente; mais ses discours ne sont pas influents.
Il est le président de la "Société de la révolution", fondée en l'honneur de la Glorieuse Révolution de 1688; les membres de la société en 1790 ont exprimé leur sympathie pour les objectifs de la Révolution française. En 1794, Stanhope appuie Thomas Muir, l'un des hommes politiques d'Édimbourg qui est déporté à Botany Bay et en 1795, il présente chez les Lords une motion condamnant toute ingérence dans les affaires intérieures de la France. Il est battu très sèchement dans tous ces points et, dans le dernier cas, il est dans une « minorité d'un » — un sobriquet qui lui resta toute sa vie — après quoi il quitte la vie parlementaire pendant cinq ans.

## Affaires, science et écriture

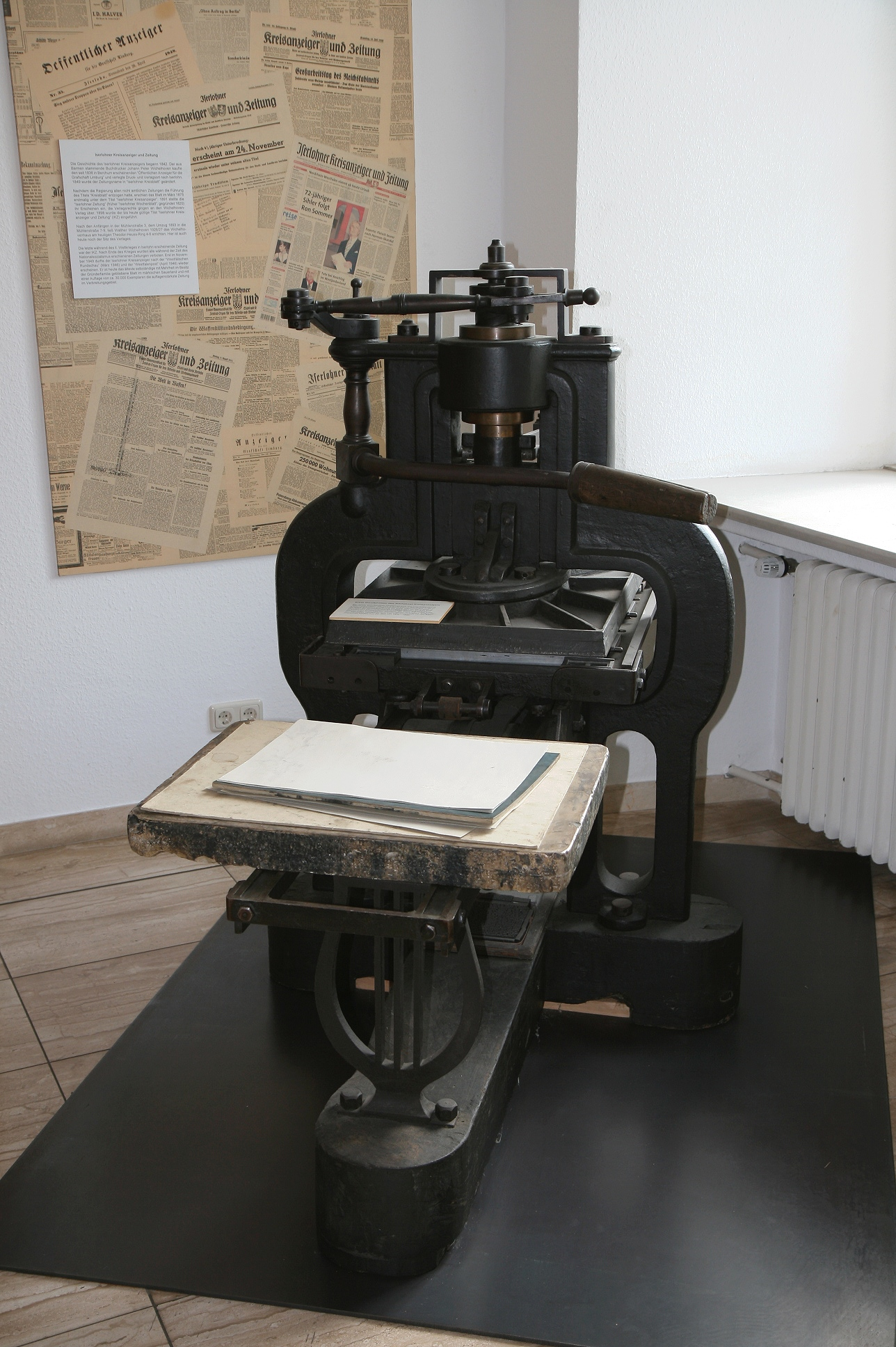
Stanhope presse.

Stanhope est un scientifique accompli. Cela commence à l'Université de Genève où il étudie les mathématiques avec Georges-Louis Le Sage. L'électricité est un autre des sujets qu'il étudie et le volume des Principes d'électricité qu'il publie en 1779 contient les bases de sa théorie sur le "coup de retour" résultant du contact du courant électrique de la foudre avec la terre, qui sont ensuite amplifiés dans une contribution aux Transactions philosophiques de 1787. Il est élu membre de la Royal Society dès novembre 1772 et consacre une grande partie de ses revenus à des expériences scientifiques et philosophiques. Il invente une méthode pour protéger les bâtiments contre le feu (qui s’est toutefois avérée irréalisable), la première presse à imprimer en fer et l’objectif qui porte son nom, ainsi qu’un monocorde pour le réglage des instruments de musique, suggère des améliorations des écluses de canal en 1795-1797 et deux machines à calculer (la première en 1775).
Lorsqu'il acquiert de vastes propriétés dans le Devon, Stanhope projette un canal à travers ce comté, de Bristol à la Manche et prend lui-même les niveaux.
Ses principaux travaux littéraires consistent à répondre aux Réflexions sur la Révolution française (1790) d’Edmund Burke et à un Essai sur les droits des jurés (1792). Il médita longtemps la compilation d’un condensé des statuts .
Stanhope est élu membre de la American Antiquarian Society en 1816

## Mariages et enfants
Il se marie deux fois:
- Le 19 décembre 1774 à Hester Pitt (19 octobre 1755 - 20 juillet 1780), fille de William Pitt l'Ancien, premier ministre du Royaume-Uni, dont il a trois filles:
  - Esther Stanhope (1776-1839) est une voyageuse et arabisante. Célibataire, elle décède à l'âge de 63 ans en Syrie[4].
  - Griselda Stanhope (21 juillet 1778 - 13 octobre 1851), épouse de John Tekell[4].
  - Lucy Rachel Stanhope (20 février 1780 - 1er mars 1814)[4] qui épouse clandestinement Thomas Taylor de Sevenoaks, l'apothicaire familial. Son père ne le lui pardonnera pas, mais Pitt nomme son mari contrôleur général des douanes et son fils est l'un des exécuteurs testamentaire du comte de Chatham[1].
- En deuxièmes noces, en 1781, il épouse Louisa Grenville (1758-1829), fille et unique héritière de Henry Grenville (gouverneur de la Barbade en 1746 et ambassadeur auprès de la Sublime Porte en 1762), frère cadet de Richard Grenville-Temple et de George Grenville. Elle lui survit et meurt en mars 1829[1]. De cette union naissent trois fils[5] :
  - Philip Henry Stanhope (4e comte Stanhope) (1781-1855)[4], fils aîné et héritier du titre, qui partage de nombreux goûts scientifiques de son père[1].
  - Charles Banks Stanhope (3 juin 1785 - 16 janvier 1809), aide de camp de John Moore. Il est tué à la bataille de La Corogne[5].
  - James Hamilton Stanhope (1788–1825) capitaine et lieutenant-colonel des Grenadier Guards[5].

Lord Stanhope décède dans la maison familiale de Chevening, dans le Kent. Son fils aîné lui succède. Il partage l'essentiel de l'intérêt scientifique de son père et son nom est également associé à celui de Kaspar Hauser.